# Il mondo secondo Monsanto (film)
Il mondo secondo Monsanto: storia di una multinazionale che vi vuole molto bene (Le Monde selon Monsanto) è un documentario realizzato da Marie-Monique Robin sulla multinazionale statunitense Monsanto, e tratta dunque anche degli organismi geneticamente modificati. Il documentario è stato coprodotto da  Arte France, Image et Compagnie, Productions Thalie, Office national du film du Canada, WDR, dura 108 minuti ed è stato trasmesso su Arte l'11 marzo 2008 (serata a tema con la presenza di José Bové, di Christian Vélot, e della deputata europea Renate Sommer e ritrasmesso la settimana stessa.
Il tema, di per sé già controverso, ha contribuito a suscitare un forte dibattito sul documentario: l'autrice dichiara che da marzo 2009 sono stati creati, oltre al suo blog, altri 500 siti riguardanti il documentario.
A proposito di esso, l'autrice ha dichiarato a Panorama.it che il suo documentario non è contro gli OGM di per sé quanto piuttosto sulla storia di un'azienda che produce OGM: «Il mio film è soprattutto il ritratto di un'azienda leader degli OGM: mi interessava capire in quale misura il suo passato illumina le sue pratiche attuali». La stessa autrice si è detta convinta che a lungo termine gli OGM distruggeranno la biodiversità.
Il mondo secondo Monsanto è anche un libro d'inchiesta della stessa autrice, uscito il 6 marzo 2008 e pubblicato in almeno 11 paesi, tradotto in italiano nel 2009. L'inchiesta è durata circa 3 anni.

## Sinossi
Il documentario, che mostra spesso uno screencast e la stessa Marie-Monique Robin mentre cerca informazioni su internet per lo svolgimento dell'indagine, alterna interviste e dati che ricostruiscono come un puzzle la storia della Monsanto.